# Vrede (Hans Reicher)
Vrede (ook wel Naaktfiguur) is een beeld van Hans Reicher.
Het beeld staat aan het zuideinde van het plantsoen in het midden van het noordelijk deel van de Radioweg, daar waar zij de Johannes van der Waalstraat kruist. Reicher kreeg voor dit beeld de opdracht van de gemeente Amsterdam. Hij mocht daarbij zelf het onderwerp kiezen. Hij kwam met een bronzen beeld op een pilaar van Zweeds graniet van een knielende naakte vrouw die een duif vrijlaat. Het wordt/werd wel gezien als oorlogs- of verzetsmonument, maar heeft geen direct verband met de Tweede Wereldoorlog. Het vrijlaten van de vredesduif is wel een indirecte verwijzing naar oorlog. Dat de vrouw naakt was zorgde destijds voor enige ophef, maar dat verdween al snel. Als ludiek protest werd de vrouwenfiguur soms voorzien van een geschilderde beha, die weer even snel verdween. Gezien de hoogte van het beeld, stond het in de buurt bekend als Het Beeld, je kon het niet over het hoofd zien.
Het beeld is een van de laatste uitingen van Reicher; hij overleed in 1963.